# Futbol'nyj Klub Luč Vladivostok 2018-2019
Questa voce raccoglie le informazioni riguardanti il Luč Vladivostok nelle competizioni ufficiali della stagione 2018-2019.

## Stagione
La squadra terminò la PFN Ligi al tredicesimo posto.

## Rosa
| N. |                   | Ruolo | Calciatore          |
| -- | ----------------- | ----- | ------------------- |
| 1  | Russia (bandiera) | P     | Aleksandr Kotlyarov |
| 3  | Russia (bandiera) | C     | Maksim Nasadyuk     |
| 4  | Russia (bandiera) | C     | Semen Fomin         |
| 7  | Russia (bandiera) | A     | Ivan Khleborodov    |
| 9  | Russia (bandiera) | C     | Ruslan Gordienko    |
| 10 | Russia (bandiera) | A     | Aleksandr Nosov     |
| 12 | Russia (bandiera) | C     | Sergey Ponomarenko  |
| 14 | Russia (bandiera) | C     | Dmitri Kalugin      |
| 17 | Russia (bandiera) | C     | David Dzakhov       |
| 18 | Russia (bandiera) | D     | Kirill Marushchak   |
| 19 | Russia (bandiera) | C     | Maksim Mashnev      |
| 21 | Russia (bandiera) | C     | Nikita Belunov      |
| -  | Russia (bandiera) | D     | Kirill Suslov       |

| N. |                   | Ruolo | Calciatore          |
| -- | ----------------- | ----- | ------------------- |
| 23 | Russia (bandiera) | C     | Anton Krotov        |
| 27 | Russia (bandiera) | C     | Vladislav Kabantsov |
| 33 | Russia (bandiera) | C     | Nail' Zamaliev      |
| 35 | Russia (bandiera) | P     | Vladislav Sergeev   |
| 37 | Russia (bandiera) | C     | Aleksandr Vasiljev  |
| 57 | Russia (bandiera) | C     | Dmitri Begun        |
| 66 | Russia (bandiera) | C     | Setrak Akopyan      |
| 71 | Russia (bandiera) | D     | Taras Carikaev      |
| 77 | Russia (bandiera) | C     | Andrei Pavlenko     |
| 97 | Russia (bandiera) | P     | Georgi Tkachev      |
| 99 | Russia (bandiera) | D     | Ilya Postukhov      |
|    | Russia (bandiera) | A     | Ilya Viznovich      |

## Risultati

### Campionato
| Vladivostok 17 luglio 2018 1ª giornata | Luč Vladivostok | 0 – 1 referto | Chimki | Stadio Dinamo |

| Volgograd 22 luglio 2018 2ª giornata | Rotor | 1 – 0 referto | Luč Vladivostok | Volgograd Arena |

| Vladivostok 29 luglio 2018 3ª giornata | Luč Vladivostok | 1 – 0 referto | Zenit-2 | Stadio Dinamo |

| Vladivostok 4 agosto 2018 4ª giornata | Luč Vladivostok | 0 – 0 referto | Baltika | Stadio Dinamo |

| Nižnij Novgorod 8 agosto 2018 5ª giornata | Nižnij Novgorod | 0 – 0 referto | Luč Vladivostok | Stadio Nižnij Novgorod |

| Vladivostok 12 agosto 2018 6ª giornata | Luč Vladivostok | 3 – 0 referto | Armavir | Stadio Dinamo |

| Vladivostok 18 agosto 2018 7ª giornata | Luč Vladivostok | 0 – 1 referto | Krasnodar-2 | Stadio Dinamo |

| Chabarovsk 26 agosto 2018 8ª giornata | SKA-Chabarovsk | 0 – 0 referto | Luč Vladivostok | Stadio Lenin |

| Vladivostok 1º settembre 2018 9ª giornata | Luč Vladivostok | 0 – 1 referto | Mordovija | Stadio Dinamo |

| Tjumen' 8 settembre 2018 10ª giornata | Tjumen' | 0 – 0 referto | Luč Vladivostok | Stadio Geolog |

| Vladivostok 15 settembre 2018 11ª giornata | Luč Vladivostok | 0 – 1 referto | Tambov | Stadio Dinamo |

| 19 settembre 2018 12ª giornata | Čertanovo | 1 – 1 referto | Luč Vladivostok |  |

| Vladivostok 23 settembre 2018 13ª giornata | Luč Vladivostok | 1 – 0 referto | Sibir' | Stadio Dinamo |

| Vladivostok 30 settembre 2018 14ª giornata | Luč Vladivostok | 2 – 2 referto | Tom' Tomsk | Stadio Dinamo |

| Soči 6 ottobre 2018 15ª giornata | Soči | 2 – 2 referto | Luč Vladivostok |  |

| Vladivostok 13 ottobre 2018 16ª giornata | Luč Vladivostok | 1 – 0 referto | Avangard Kursk | Stadio Dinamo |

| Jaroslavl' 20 ottobre 2018 17ª giornata | Šinnik | 0 – 0 referto | Luč Vladivostok | Stadio Šinnik |

| Mosca 24 ottobre 2018 18ª giornata | Spartak-2 Mosca | 2 – 2 referto | Luč Vladivostok | Stadio Accademia Spartak |

| Voronež 28 ottobre 2018 19ª giornata | Fakel Voronež | 1 – 1 referto | Luč Vladivostok | Stadio Centrale |

| Vladivostok 4 novembre 2018 20ª giornata | Luč Vladivostok | 1 – 0 referto | Rotor | Stadio Dinamo |

| Vladivostok 10 novembre 2018 21ª giornata | Luč Vladivostok | 1 – 0 referto | Nižnij Novgorod | Stadio Dinamo |

| Kaliningrad 14 novembre 2018 22ª giornata | Baltika | 0 – 2 referto | Luč Vladivostok | Stadio di Kaliningrad |

| San Pietroburgo 18 novembre 2018 23ª giornata | Zenit-2 | 0 – 1 referto | Luč Vladivostok | Stadio SK Petrovskij |

| Armavir 24 novembre 2018 24ª giornata | Armavir | 1 – 1 referto | Luč Vladivostok | Stadio Junost' |

| Krasnodar 3 marzo 2019 25ª giornata | Krasnodar-2 | 2 – 1 referto | Luč Vladivostok |  |

| Vladivostok 10 marzo 2019 26ª giornata | Luč Vladivostok | 0 – 2 referto | SKA-Chabarovsk | Stadio Dinamo |

| Saransk 17 marzo 2019 27ª giornata | Mordovija | 0 – 0 referto | Luč Vladivostok | Mordovia Arena |

| Vladivostok 24 marzo 2019 28ª giornata | Luč Vladivostok | 1 – 1 referto | Tjumen' | Stadio Dinamo |

| Tambov 30 marzo 2019 29ª giornata | Tambov | 2 – 1 referto | Luč Vladivostok |  |

| Vladivostok 7 aprile 2019 30ª giornata | Luč Vladivostok | 0 – 0 referto | Čertanovo | Stadio Dinamo |

| Novosibirsk 13 aprile 2019 31ª giornata | Sibir' | 0 – 0 referto | Luč Vladivostok |  |

| Tomsk 20 aprile 2019 32ª giornata | Tom' Tomsk | 0 – 0 referto | Luč Vladivostok | Trud Stadium |

| Vladivostok 24 aprile 2019 33ª giornata | Luč Vladivostok | 0 – 1 referto | Soči | Stadio Dinamo |

| Kursk 28 aprile 2019 34ª giornata | Avangard Kursk | 2 – 2 referto | Luč Vladivostok | Stadio Trudovye rezervy |

| Vladivostok 4 maggio 2019 35ª giornata | Luč Vladivostok | 0 – 2 referto | Šinnik | Stadio Dinamo |

| Vladivostok 11 maggio 2019 36ª giornata | Luč Vladivostok | 2 – 0 referto | Spartak-2 Mosca | Stadio Dinamo |

| Vladivostok 19 maggio 2019 37ª giornata | Luč Vladivostok | 1 – 0 referto | Fakel Voronež | Stadio Dinamo |

| Chimki 25 maggio 2019 38ª giornata | Chimki | 2 – 1 referto | Luč Vladivostok | Arena Chimki |

### Coppa di Russia
| Vladivostok 22 agosto 2018 Quarto turno | Luč Vladivostok | 0 – 2 referto | SKA-Chabarovsk | Stadio Dinamo |